# Bohdaneč
Bohdaneč (deutsch Bochdanetsch, Bohdantz) ist eine Gemeinde in Tschechien. Sie liegt zehn Kilometer nordöstlich von Zruč nad Sázavou und gehört zum Okres Kutná Hora.

## Geographie
Bohdaneč befindet sich umgeben von größeren Waldgebieten in der Talmulde des Baches Ostrovský potok, auch Pilský potok genannt, in der Böhmisch-Mährischen Höhe. An der östlichen Peripherie wird der Bach im Bohdanečský rybník und Karbanův rybník gestaut. Im Westen erhebt sich der Kaňkov (493 m). Bei Bohdaneč liegen zwei größere Steinbrüche.
Nachbarorte sind Prostřední Ves, Šlechtín und Řeplice im Norden, Víckovice im Nordosten, Michalovice, Sáhy und Třebětín im Osten, Kotoučov und Tasice im Südosten, Bělá, Nová Louka und Dvorecko im Süden, Ostrov im Südwesten, Jamné und Hranice im Westen sowie Útěšenovice im Nordwesten.

## Geschichte
Die erste schriftliche Erwähnung des Dorfes erfolgte 1233 im Zuge des Verkaufs von Bohdaneč, Dobrá, Humpolec, Pustina und Skrýšov durch den Hochmeister der Kreuzherren mit dem Roten Stern, Hermann Balka, an das Kloster Želiv. In der Mitte des 14. Jahrhunderts erwarben Edelleute das Dorf und umliegende Gebiete vom Kloster und errichteten in Bohdaneč einen Vladikensitz. Vavřinec und Milota von Bohdaneč siegelten 1415 auf einem Rekurs gegen die Verbrennung von Jan Hus in Konstanz.
1514 erhob Vladislav II. das Hermann Bohdanečský gehörige Dorf Zelená Bohdaneč zur Minderstadt. Es wird angenommen, dass zu dieser Zeit eine Pfarrschule in Zelená Bohdaneč bestand. Zu Beginn des 19. Jahrhunderts besuchten nach der Einführung der Schulpflicht 100 Kinder, die auch aus den umliegenden Dörfern kamen, die Bohdanečer Schule.
Nach der Aufhebung der Patrimonialherrschaften wurde Bohdaneč 1850 mit den Ortsteilen Dvorecko und Kotoučov zu einer selbstständigen Gemeinde im Bezirk Ledeč. 1929 bildete Kotoučov mit Dvorecko eine eigene Gemeinde.
Während des Zweiten Weltkrieges operierte die Partisanengruppe „Zarevo“ von Dvorecko aus. 1946 wurde die Schule als Filiale an die Bürgerschule in Zbraslavice angeschlossen. Wegen des Rückgangs der Schülerzahlen wurde sie in den 1970er Jahren zu einer neunklassigen Primärschule gewandelt. Ab 1978 wurden nur noch die Erst- bis Viertklässler in Bohdaneč unterrichtet und zwei Jahre später die Schule ganz geschlossen.
1961 wurden Kotoučov (mit Dvorecko), Řeplice und Prostřední Ves (mit Šlechtín) eingemeindet und die Gemeinde kam zum Okres Kutná Hora.

## Steinbrüche
Östlich des Dorfes wird in einem Steinbruch Amphibolit gewonnen. Der Bruch ist in seinen teuferen Abbauen zu einem Steinbruchsee abgesoffen. Betreiber ist seit 1971 die heutige Silnice Čáslav-Holding a.s.

Marmorpflaster in Hradec Králové, Hauptplatz

Marmorpflaster in Mnichovo Hradiště

Marmorpflaster in Lomnice n. P., Hauptplatz

Ein weiterer großer Steinbruch liegt südlich von Bohdaneč im Ortsteil Nová Louka. Darin wird ein dolomitischer Marmor gewonnen, der in seinen hellsten Partien auf der Bruchfläche fast rein weiß erscheint. Im geringen Umfang treten mausgraue Bereiche und seltener grüne Einlagerungen auf. Der Marmor ist mittelkörnig und nimmt wegen seines Dolomitgehalts nur schwer eine gute Politur an. Der Anteil von Calciumcarbonat liegt bei etwa 62 % und der von Magnesiumcarbonat bei etwa 36 %. Ihrem Alter nach liegt die Lagerstätte im Moldanubikum.
Er ist für die Marmoranwendung in Böhmen bzw. der Tschechischen Republik von großer Bedeutung. Der Steinbruch Nová Louka erschließt eine der wenigen Lagerstätten, die den Bedarf von hochweißen kristallinen Marmor im Land decken konnte, wenn Importe nicht möglich oder erwünscht waren. Neben der Nutzung der Gewinnungsabfälle zu Splitten und feinkörnigen Zuschlagstoffen (Pigmente, Putze) liegt seine Verwendung als Werkstein hauptsächlich in den Bereichen Pflaster, Platten und Stufen sowie Grabmale.
Der Marmor fand umfangreiche Verwendung als Pflasterstein. Im mittleren Böhmen war es mindestens seit dem 19. Jahrhundert üblich, Fußwege in vielen Städten mit einem handgeschlagenen Marmorpflaster zu belegen. Dafür kamen hauptsächlich drei Sorten böhmischer Natursteine in Frage. Das waren Bohdaneč (weißer Marmor), Kosoř (schwarzer Kalkstein) und Slivenec (rotbrauner Kalkstein). Der besondere Charakter dieser Fußweggestaltung in den mittelböhmischen Städten bestand darin, dass jeder Ort sein dominantes Verlegemuster hatte, aber stets nur mit diesen drei Steinsorten gestaltet war. Die hohe Kunstfertigkeit der Pflasterproduzenten und der alten Steinsetzer ist am Verlegebild solcher Marmorpflasterungen erkennbar und für Mitteleuropa in dem noch vorhandenen Gesamtumfang möglicherweise einzigartig. Aus dem Blickwinkel kulturgeologischer Forschungen stellen solche Pflasterflächen einen unschätzbaren Wert dar. Durch Tiefbauarbeiten sind in einzelnen tschechischen Städten diese kunstvollen Pflasterungen von der Totalzerstörung bedroht.
Um 1900 befand sich der Steinbruch im Besitz der Bruchgesellschaft Johann Trpišowský. Zu dieser Zeit lag der Schwerpunkt beim Abbau in der Kalkherstellung und wegen seiner Wetterbeständigkeit auf der Pflasterproduktion (Mosaikpflaster, d. h. kleinstes Format). Nachgewiesen sind Pflasterlieferungen nach Kuttenberg, Pardubitz, Teplitz und Prag (für den Wenzelsplatz).
Der Steinbruch wird heutzutage von der UNIKOM a.s. betrieben, seit 1977 von deren Vorgängerbetrieben.

## Gemeindegliederung
Die Gemeinde Bohdaneč besteht aus den Ortsteilen Bohdaneč (Bochdanetsch), Dvorecko (Dworetzko), Kotoučov (Kotauschow), Prostřední Ves (Mitteldorf), Řeplice (Replitz) und Šlechtín (Schlechtin) sowie den Ansiedlungen Nová Louka (Nowa Lauka) und Sáhy (Sahy).

## Sehenswürdigkeiten

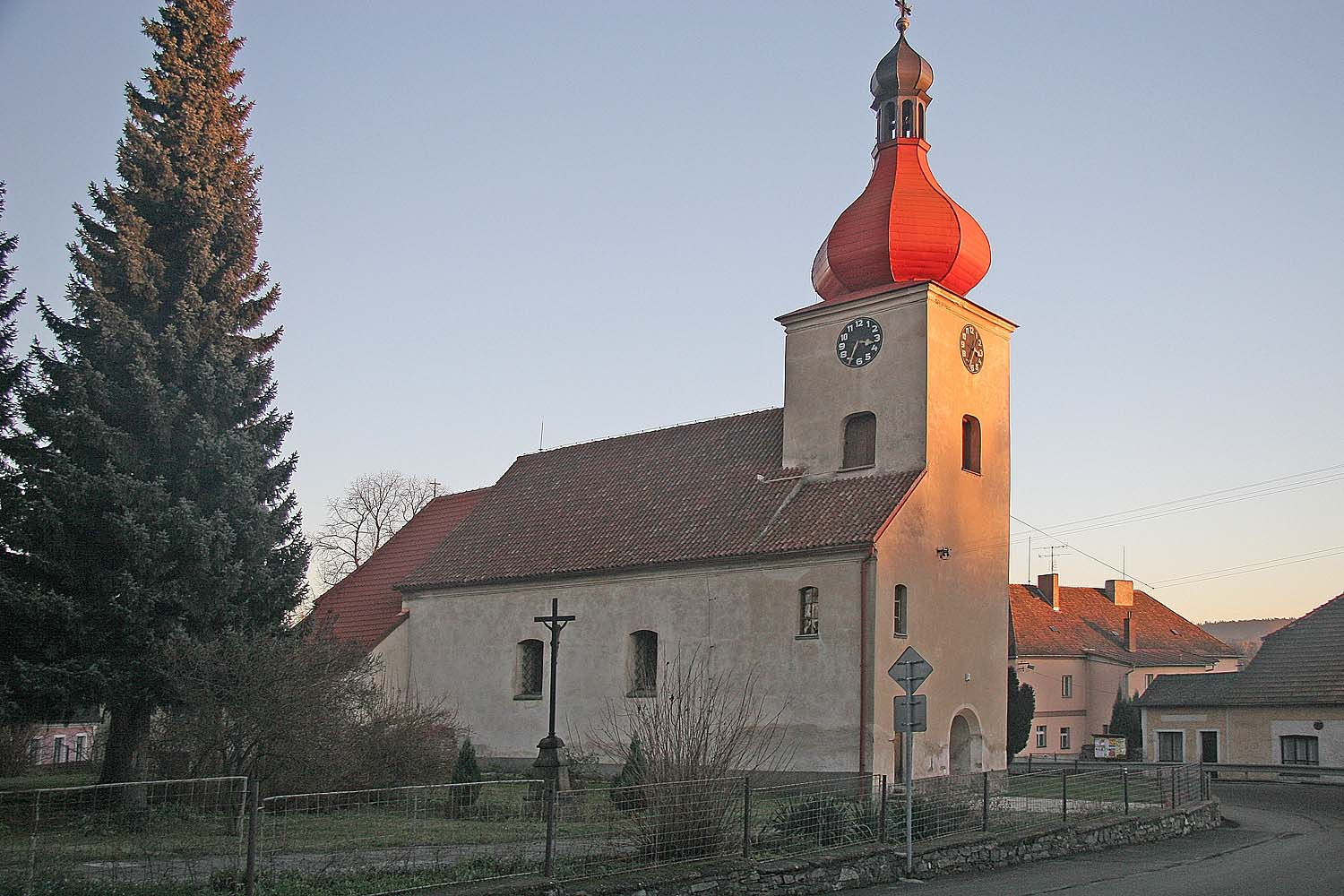
Kirche Mariae Verkündigung

- Kirche Mariae Verkündigung, erbaut in der 2. Hälfte des 13. Jahrhunderts, der gedrungene Kirchturm mit Zwiebeldach entstand 1567
- dreiseitige Nischenkapelle
- Gedenkstein für die Partisanengruppe Zarevo in Dvorecko